# Canton de Nice-Est
Le canton de Nice-Est est une ancienne division administrative française, située dans le département des Alpes-Maritimes, en vigueur de 1860 à 1919.

## Composition
Le canton est créé après l'annexion du comté de Nice à la France et la création du département des Alpes-Maritimes, par le décret impérial du 24 octobre 1860. Il correspond à la partie de la ville de Nice qui se situe sur la rive gauche du Paillon (Nouvel Hôtel de Ville, ancien Hôtel de Ville, Saint-Sépulcre, Port et Saint-Roch) . 
Il disparait avec la loi du 7 février 1919 qui remplace les cantons de Nice-Est et Nice-Ouest par les cantons de Nice-1, Nice-2, Nice-3, Nice-4.

## Représentation

### Conseillers généraux
Comme tous les cantons situés sur le territoire de l'ancien comté de Nice, il est pourvu pour la première fois d'un conseiller général à l'issue d'élections cantonales organisées les 30 décembre 1860 et 7 janvier 1861,.
| Période | Période          | Identité                      | Étiquette                | Qualité                                                                  |
| ------- | ---------------- | ----------------------------- | ------------------------ | ------------------------------------------------------------------------ |
| 1861    | 1870             | Victor Clérico                |                          | Propriétaire à Nice Ancien membre des Conseils provinciaux               |
| 1870    | 1880             | Auguste Raynaud               | Droite                   | Maire de Nice (1871-1878)                                                |
| 1880    | 1883 (décès)     | Auguste Gal                   | Républicain              | Négociant en huile                                                       |
| 1883    | 1886             | Henri Faraut (1840-1917)      | Républicain              | Médecin, conseiller d'arrondissement                                     |
| 1886    | 1892             | Albert Balestre (1850-1922)   | Républicain conservateur | Médecin-chef de l'hôpital Saint-Roch Premier adjoint au Maire de Nice    |
| 1892    | 1897 (démission) | Edouard Béri                  | Républicain              | Négociant en huiles Adjoint au Maire de Nice                             |
| 1897    | 1898             | Honoré Sauvan                 | Républicain              | Propriétaire Maire de Nice (1896-1912 et 1919-1922) Sénateur (1903-1922) |
| 1898    | 1911 (démission) | Baptistin Caillet             | Républicain progressiste | Ancien avoué                                                             |
| 1911    | 1911 (décès)     | Alexandre Médecin (1852-1911) | Républicain              | Avocat et professeur de droit Adjoint au Maire de Nice                   |
| 1911    | 1919             | Théodore Gasiglia (1865-1939) | Républicain              | Médecin                                                                  |

### Conseillers d'arrondissement
| Période                                  | Période          | Identité                | Étiquette   | Qualité                                                |
| ---------------------------------------- | ---------------- | ----------------------- | ----------- | ------------------------------------------------------ |
| avant 1869                               | 1870             | Ferdinand Pollan        |             | Capitaine des sapeurs-pompiers à Nice                  |
| 1870                                     | 1883             | Henri Faraut            | Républicain | Médecin à Nice                                         |
|                                          |                  |                         |             |                                                        |
|                                          | 1893 (décès)     | Henri Marcy (1833-1893) |             | Avocat à Nice, ancien magistrat, propriétaire à Grasse |
|                                          |                  |                         |             |                                                        |
| 1895                                     | 1896 (démission) | Antoine Olivari         |             | Manufacturier à Nice                                   |
| 29 nov. 1896                             |                  | Victor Dalbéra          | Républicain | Médecin Inspecteur des écoles, maire de Cantaron       |
|                                          |                  |                         |             |                                                        |
| 1913                                     | 1919             | André Toye              |             | Cultivateur à Saint-André                              |
| Les données manquantes sont à compléter. |                  |                         |             |                                                        |